# Leptosiphonium
Leptosiphonium es un género monotípico de plantas con flores perteneciente a la familia Acanthaceae. El género tiene once especies de hierbas descritas y de estas solo una ha sido aceptada. Su única especie, Leptosiphonium venustus, es natural de Nueva Guinea y Australia.

## Taxonomía
Leptosiphonium venustus fue descrito por  (Hance) E.Hossain y publicado en Notes from the Royal Botanic Garden, Edinburgh 32(3): 408. 1973.
Sinonimia
- Ruellia venusta Hance